# Uithof (klooster)
Een uithof is een grote kloosterboerderij / abdijhoeve van waaruit de vaak aanzienlijke landerijen die aan een kloosterorde toebehoorden, werden bewerkt en beheerd.
In eerste instantie deden monniken meestal zelf het werk op deze uithoven, later werden die taken vaak uitbesteed aan lekenbroeders. Vanaf de late middeleeuwen werden de hoeves steeds meer verpacht door een gebrek aan lekenbroeders.
Vooral kloosters van ordes als de cisterciënzers hadden vaak vele uithoven, bijvoorbeeld in Lamswaarde, Graauw en Othene in Zeeuws-Vlaanderen en Giersbergen in Noord-Brabant. In Vlaanderen bezat de Duinenabdij veel uithoven. De bedelorden daarentegen kenden geen uithoven.
In het Latijn heet zo'n boerderij een grangium (= korenschuur). De Franse en Duitse term luidt: grangie. In het Engels spreekt men van monastic grange.